# McIntosh (Apfel)

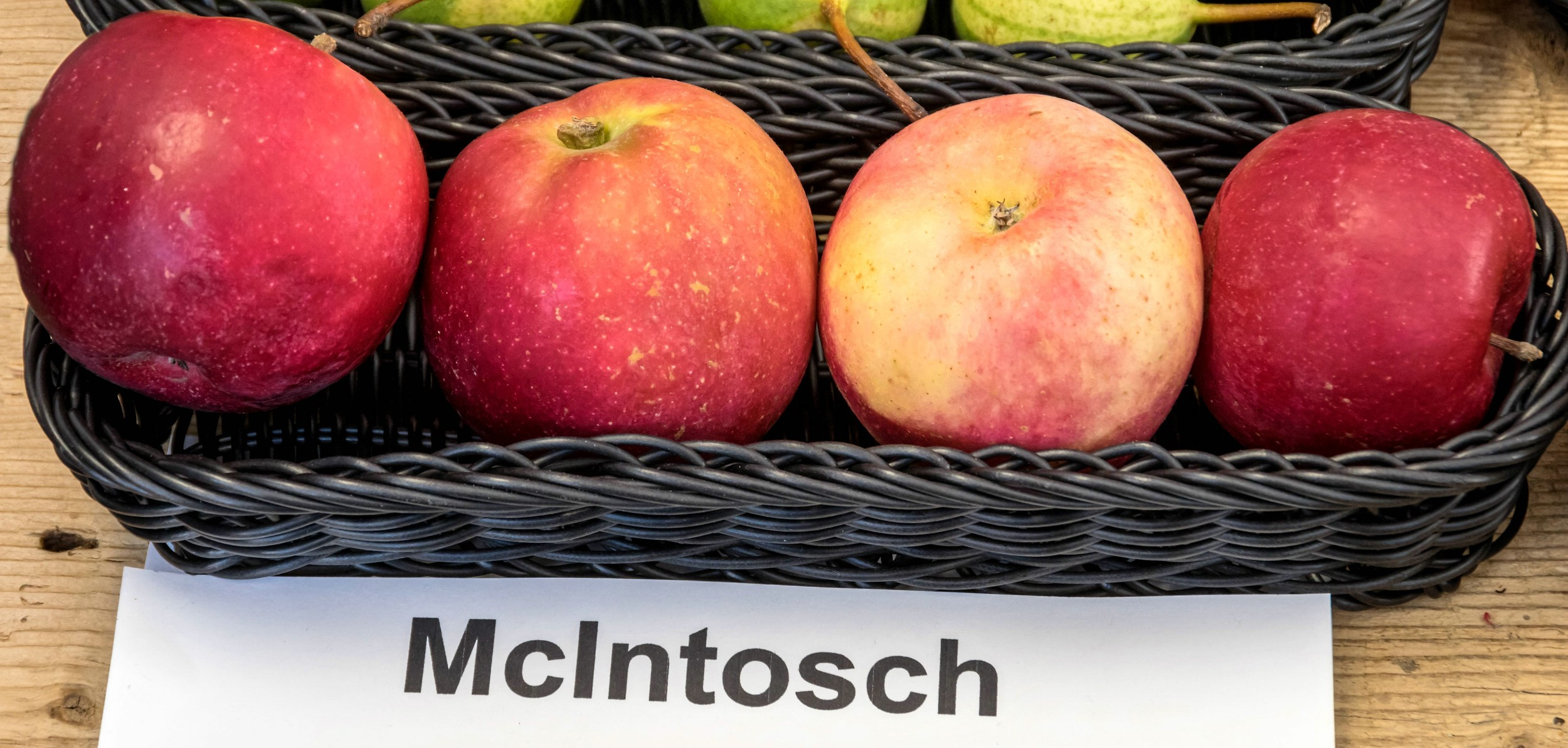
Ansicht der Frucht

Der McIntosh ist eine Sorte des Kulturapfels (Malus domestica).

## Geschichte
Die Sorte geht auf einen Zufallssämling zurück, der von dem Apfelbauern John McIntosh auf seiner Farm im Weiler Dundela in der kanadischen Provinz Ontario 1796 entdeckt wurde. Dundela liegt im ehemaligen Dundas County, das heute zu Stormont, Dundas and Glengarry United Counties gehört, in der Nähe der Stadt Prescott. Die Sorte kam ab 1830 in den Handel, der Name McIntosh kam 1870 auf.
Aufgrund der kurzen Vegetationszeit und der Kälteresistenz konnte sich McIntosh vor allem in Regionen mit kälterem kontinentalen Klima wie in Kanada, dem Nordosten der USA oder Polen verbreiten. Ende der 1990er war McIntosh immer noch die zweitwichtigste Apfelart in British Columbia.

## Beschreibung, Ernte
Die Apfelfrucht hat eine gelb-grüne Grundfarbe, mehr als die Hälfte der Frucht ist rot überzogen. Das weiche Fruchtfleisch ist weiß, sehr saftig und hat einen süß-säuerlichen Geschmack. Die Früchte sind mittelgroß bis groß mit einem durchschnittlichen Durchmesser von 74 Millimetern.
Der McIntosh wird in Mitteleuropa Mitte bis Ende September geerntet. Die Vegetationsperiode ist kurz und die Sorte ist kälteresistent. McIntosh ist bis Ende November lagerfähig, in einem CA-Lager bis Ende Februar.
McIntosh ist stark schorfanfällig und mittelmäßig anfällig für Mehltau. Insbesondere in feuchterem Klima ist der Apfel sehr schorfanfällig, so dass er beispielsweise in England überhaupt nicht mehr angepflanzt wird. Hingegen ist er recht stark resistent gegen Feuerbrand.
Verbreitete Mutationen sind ‘Summerland McIntosh’ von 1929 mit einer durchgehend roten Frucht und ‘MacSpur’, der sich vor allem durch seine gute Krankheitsresistenz und Winterhärte auszeichnet. Die kompakt wachsende, säulenartige Mutation ‘McIntosh Typ Wijcik’ war Ausgangspunkt für verschiedene Sorten schlankwachsender Apfelbäume mit vielen sehr kurzen, zu Fruchtspießen umgewandelten, blütenknospentragenden Seitentrieben, die sogenannten Säulenapfel- oder „Ballerinabäume“ (zum Beispiel ‘Bolero’, ‘Flamenco’, ‘Polka’, ‘Waltz’).

## Nutzung
Die Sorte ist vor allem im nordamerikanischen Neuengland ausgesprochen beliebt. Die Früchte eignen sich gut für die Verarbeitung zu Apfelmus, Apfelwein und Apfelkuchen.

## Sonstiges
In Kanada wird der Züchtung dadurch gedacht, dass die kanadische Regierung die Züchtung dieser Sorte am 28. Oktober 1999 zu einem „nationalen historischen Ereignis“ erklärte.
Apples Computermodell-Serie Macintosh wurde von dem Informatiker Jef Raskin nach der Apfelsorte McIntosh benannt. Die abweichende Schreibweise liegt darin begründet, dass dabei versucht wurde, Verwechslung mit der in der Audiobranche tätigen Firma McIntosh Laboratory zu vermeiden.